# Четкарино
Четкарино — село в Пышминском городском округе Свердловской области.

## География

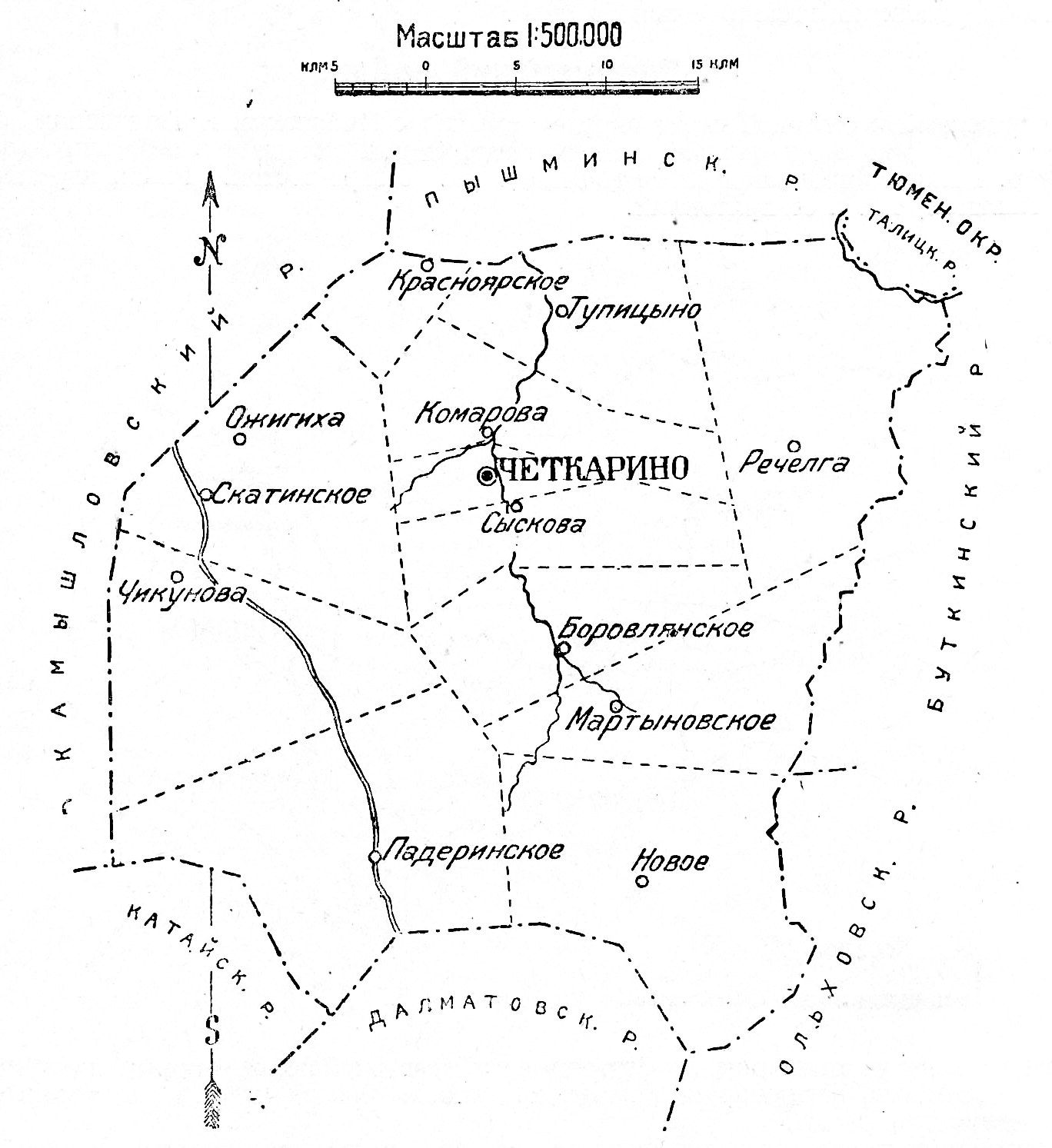
Четкарино на схеме Четкаринского района; 1928 год

Четкарино расположено в 26 километрах к югу от посёлка Пышма (по автомобильной дороге — 28 километров), на возвышенном левом берегу реки Дерней (правого притока реки Пышмы), напротив устья правого притока — реки Ключик. Деревни и сёла на Дернее тянутся цепью друг за другом. На севере к Четкарину примыкает деревня Русакова, на юге — деревня Родина.

## История
В начале XX века в селе существовала земская школа. Главным занятием сельчан было хлебопашество. Никаких других подсобных промыслов не было. Все сельчане — государственные крестьяне, до XVIII века отбывали повинность, доставляя дрова и уголь на уральские заводы.

## Иоанно-Предтеченская церковь
Четкаринский приход образован с постройкой в селе храма. Первый храм во имя святого Иоанна Предтечи был заложен 31 августа 1761 года по просьбе кр. «Артемия Трубина с товарищи» с благословения митрополита Тобольского Павла. Он был деревянный и однопрестольный. В 1766 году храм был освящён в неоконченном виде. В 1797 году он был перекрыт. Просуществовал храм до 1819 года, сгорев на мясопустной седмице от неизвестной причины. На месте бывшего престола теперь стоит каменный памятник. Взамен в 1821—1829 годах был построен каменный двухпрестольный храм с главным алтарём во имя святого Иоанна Предтечи и придельным — во имя святого мученика Флора и Лавра (в теплом храме). В 1861 году старый иконостас тёплого храма был заменён новым, пол в алтаре перестелен, для чего был сносим престол, освящённый в 1862 году. Иконостас в холодном храме был поставлен в 1849 году, а освящён в 1850 году, также были перебраны полы во всей церкви и окрашены жёлтой краской. В 1862—1864 годах стены обоих храмов покрыты масляной краской и украшены по местам живописью. В 1885 году крыльца с южной и северной сторон тёплого храма уничтожены и церковь соединена с колокольней крепкою стеною. 26 августа 1900 года начались работы по расширению храма двумя приделами с перенесением Флоро-Лаврскаго престола, стоящего среди тёплого храма и заграждающего путь в холодный храм, в придел на северную сторону и с устройством на южной стороне храма придела во имя Богоявления Господня. В состав причта входили 2 священника, диакон и 2 псаломщика. В распоряжении причта были 2 общественных дома. В пользу церкви поступал доход с деревянных церковных лавок.
В 1922 году из храма были изъяты 3,6 килограмма серебра. Церковь была закрыта в 1937 году, в советское время в здании размещался ДК. В настоящее время купол и колокольня не сохранились, работы по восстановлению не ведутся.

## Население
| 2002 | 2010 | 2021 |
| ---- | ---- | ---- |
| 548  | ↘515 | ↘495 |

Население составляет около 1500 человек.